# 林堅太郎
林 堅太郎（はやし けんたろう、1946年10月28日 - 2021年7月11日）は、日本の経済学者。立命館大学名誉教授。経済学博士（京都大学、1974年）。滋賀県生まれ。

## 概要
滋賀県生まれ。京都大学で池上惇と島恭彦の指導を受ける。財政学を専門とし、官民パートナーシップ （public–private partnership）が今後の社会の担い手になると唱えた。

## 略歴
- 1969年3月：京都大学経済学部卒業[1]
- 1971年3月：京都大学大学院経済学研究科修士課程修了[1]
- 1974年3月：京都大学大学院経済学研究科博士課程単位取得退学[1]
- 1974年4月：立命館大学産業社会学部助教授[1]
- 1985年10月～1986年9月：サセックス大学客員研究員[1]
- 1987年4月：立命館大学産業社会学部教授[1]
- 1989年4月～1991年3月：立命館大学人文科学研究所専任研究員[1]
- 1993年10月～1994年3月：サセックス大学客員研究員[1]
- 2000年10月～2001年9月：サセックス大学客員研究員[1]
- 2004年4月～2007年3月：立命館アジア太平洋大学アジア太平洋マネジメント学部教授[1]
- 2007年4月：立命館大学産業社会学部教授[1]
- 2012年3月：立命館大学定年退職[1]
- 2012年4月：立命館大学特別任用教授、名誉教授[1]

## 著書

### 単著
- 『プライバタイゼーション─イギリス産業社会の再生戦略─』（法律文化社、1990年）
- 『ネットワーク化時代の社会的生産性分析』（科学研究費報告書、1990年）

### 共編著
- （池上惇・坂井昭夫）『現代日本資本主義の政治経済機構』（労働経済社、1975年）
- （池上惇・山下健次）『地方自治とシビル・ミニマム』（法律文化社、1978年）
- （森岡孝二・佐々木雅幸）『現代の経済社会』（昭和堂、1985年）
- （斉藤武・坂野光俊）『経済摩擦と調整』（法律文化社、1989年）
- （大西広・佐仲忠次）『新編・現代の経済社会─21世紀へのトレンドを考える─』（昭和堂、1991年）
- （中村雅秀）『日本経済の国際化とアジア』（青木書店、1993年）